# Иосава, Осман Ремизович
Осман Ремизович Иосава (1901 год, Османская империя — неизвестно, село Бабушара, Гульрипшский район, Абхазская АССР, Грузинская ССР) — председатель колхоза имени Берия Гульрипшского района, Абхазская АССР, Грузинская ССР. Герой Социалистического Труда (1950).

## Биография
Родился в 1901 году в Османской империи (на территории современной Турции).
В 1915 вместе со своей семьёй переехал в село Бабушара Кутаисской губернии, где занимался табаководством. Во время коллективизации вступил в местный колхоз. В послевоенные годы — председатель колхоза имени Берия Гульрипшского района.
В 1949 году колхоз сдал государству в среднем с каждого гектара по 22,7 центнера листьев табака сорта «Самсун № 27» с площади 32 гектара. Указом Президиума Верховного Совета СССР от 3 июля 1950 года удостоен звания Героя Социалистического Труда за «получение высоких урожаев кукурузы, табака и картофеля в 1949 году» с вручением ордена Ленина и золотой медали «Серп и Молот» (№ 5367).
Этим же Указом званием Героя Социалистического Труда был награждён труженик колхоза имени Берия бригадир Арменак Задыкович Арзуманян.
После выхода на пенсию проживал в селе Бабушара Гульрипшского района. С 1973 года — персональный пенсионер союзного значения.
Дата смерти не установлена.
Награды
- Герой Социалистического Труда
- Орден Ленина
- Орден Трудового Красного Знамени (21.02.1948)